# Fonética forense
A fonética forense é uma Ciência forense e um procedimento perícial que atua elementarmente na análise de conversas telefônicas e outros tipos de áudio.
Esse setor integra geralmente as áreas de perícia da polícia civil, mas também pode atuar de modo privado. As principais atividades são a transcrição de dados de áudio e processamento dos dados de áudio.
A Fonética é um meio que pode ser utilizado para identificação humana, pois na fala estão contidos traços característicos de um indivíduo, da sua origem regional e social, do seu estado emocional momentâneo e outras informações que podem ser inferidas a partir do material de fala. A utilização da Fonética na área forense é necessária para a solução de crimes em relação aos quais existam vozes registradas em algum tipo de mídia.